# أنخيل مانويل روبلس
أنخيل مانويل روبلس (بالإسبانية: Ángel Manuel Robles Guerrero) هو لاعب كرة قدم مكسيكي، ولد في 18 نوفمبر 2001 في بويرتو فالارتا في المكسيك.